# 恵那市立大井小学校
恵那市立大井小学校（えなしりつ おおいしょうがっこう）とは、岐阜県恵那市にある公立小学校。

## 通学区域
- 通学区域は大井町（中央自動車道より南の地域の大部分、中央自動車道より北で阿木川以西の地域）、長島東1-3丁目、上町、野畑1丁目、長島町正家地区の阿木川以東の区域、長島町中野（一部）、東野（一部）である。公立中学校の進学先は恵那市立恵那東中学校である[1]。

## 沿革
（沿革節の主要な出典）
- 1873年（明治6年） - 志誠義校が開校。
- 1874年（明治7年） - 大井学校に改称する。
- 1879年（明治12年） - 公立大井学校に改称する。
- 1886年（明治19年） - 簡易科・尋常科・高等科を設置。
- 1890年（明治23年）12月27日 - 大井村が町制施行し、大井町となる。
- 1893年（明治26年） - 大井尋常高等小学校に改称する。
- 1941年（昭和16年） - 大井国民学校に改称する。
- 1947年（昭和22年） - 大井町立大井小学校に改称する。
- 1954年（昭和29年）4月1日 - 大井町、長島町、東野村、三郷村、武並村、笠置村、中野方村、飯地村と合併し、恵那市が発足。同時に恵那市立大井小学校に改称する。
- 1956年（昭和31年） - 国立岐阜療養所内に養護学級を設置する[3]。
- 1963年（昭和38年） - 校舎（鉄筋コンクリート造）が完成[4]。
- 1964年（昭和39年）4月 -  養護学級が恵那市立大井小学校緑ケ丘分校に改称する
- 1967年（昭和42年） - 体育館が完成[5]。
- 1968年（昭和43年）4月 -  緑ケ丘分校が恵那市立緑ケ丘小学校（現・岐阜県立恵那特別支援学校小学部）として独立する。
- 1981年（昭和56年） - 恵那市立大井第二小学校を分離する。
- 1997年（平成9年） - 新校舎が完成。
- 2010年（平成22年） - 屋内運動場が完成。

## その他
- 学校は戦国時代にあった大井城の城跡に建っており、新校舎・屋内運動場建設時に発掘調査され、空堀と考えられる遺構が見つかっている[6][7]。